# Stanisław Suchina
Stanisław Waleriewicz Suchina (ros. Станислав Валерьевич Сухина; ur. 16 sierpnia 1968 w Czerkasach) – rosyjski sędzia piłkarski oraz piłkarz.

## Kariera piłkarska
Jako zawodnik, Suchina występował w radzieckich klubach niższych klas rozgrywkowych, z których najbardziej znany jest Saturn Ramienskoje.

## Kariera sędziowska
Od 2003 roku jest sędzią międzynarodowym. W rosyjskiej Priemjer-Lidze zadebiutował 26 marca 2006 w meczu Tom Tomsk – Dinamo Moskwa. W 2008 oraz 2009 roku został wybrany najlepszym sędzią piłkarskim w Rosji.